# Прапутњак
Прапутњак је насељено место у саставу града Бакра у Приморско-горанској жупанији, Република Хрватска.

## Историја
До територијалне реорганизације у Хрватској налазио се у саставу старе општине Ријека.

## Становништво
На попису становништва 2011. године, Прапутњак је имао 593 становника.

## Попис1991.
На попису становништва 1991. године, насељено место Прапутњак је имало 581 становника, следећег националног састава:
| Попис 1991.‍  | Попис 1991.‍  | Попис 1991.‍ | Попис 1991.‍ | Попис 1991.‍ |
| ------------ | ------------ | ----------- | ----------- | ----------- |
|              |              |             |             |             |
| Хрвати       | Хрвати       |             | 546         | 93,97%      |
| Срби         | Срби         |             | 9           | 1,54%       |
| Југословени  | Југословени  |             | 8           | 1,37%       |
| Муслимани    | Муслимани    |             | 6           | 1,03%       |
| Словенци     | Словенци     |             | 4           | 0,68%       |
| Чеси         | Чеси         |             | 1           | 0,17%       |
| неопредељени | неопредељени |             | 5           | 0,86%       |
| непознато    | непознато    |             | 2           | 0,34%       |
| укупно: 581  |              |             |             |             |